# Begonia cathcartii
Espèce
Synonymes
- Begonia nemophila Kurz[1]
- Platycentrum cathcartii (Hook.f. & Thomson) Klotzsch[1]

Begonia cathcartii est une espèce de plantes de la famille des Begoniaceae. Ce bégonia est originaire d'Asie. L'espèce fait partie de la section Platycentrum. Elle a été décrite en 1855 par Joseph Dalton Hooker (1817-1911) et Thomas Thomson (1817-1878). L'épithète spécifique cathcartii signifie « de Cathcart », en hommage à James F. Cathcart, membre du service civil indien et botaniste amateur au XIXe siècle.

## Répartition géographique
Cette espèce est originaire des pays suivants : Bhoutan ; Inde ; Myanmar ; Népal ; Thaïlande.